# Woking
Woking è una località di 62 796 abitanti della contea del Surrey, in Inghilterra.
Woking rientra nell'area metropolitana di Londra, trovandosi a 51 km a sud della stazione di Charing Cross. La località è nota principalmente per essere il luogo dov'è presente l'azienda e scuderia di F1 McLaren.
Nel luogo si trova anche uno storico crematorio. La prima persona a venirvi cremata in via ufficiale fu Jeanette, la moglie del pittore Henry William Pickersgill, nel 1885.

## Amministrazione

### Gemellaggi
- Rastatt
- Amstelveen
- Le Plessis-Robinson